# Ojinagai csata
Az 1914. január 11-én zajlott ojinagai csata a mexikói forradalom egyik csatája volt, ahol a Pancho Villa vezette forradalmárok vereséget mértek Salvador Mercado huertista erőire.

## Előzmények
Az 1910-ben kezdődött forradalom első szakasza a forradalmárok győzelmével zárult: 1911-ben lemondott Porfirio Díaz elnök, helyére később Francisco Ignacio Madero, a forradalom kirobbantója került. 1913 elején azonban a régi rendszer hívei Victoriano Huerta árulása segítségével meggyilkolták Maderót, az új elnök Huerta lett. Ellene országos összefogás alakult ki a korábbi forradalmárok köreiben, Chihuahua államban az antihuertista mozgalom valódi parancsnoka Pancho Villa volt, bár Venustiano Carranza coahuilai kormányzó volt az, aki saját magát az egész felkelés fővezérévé nevezte ki.
Villa tavasszal mindössze 8 társával érkezett vissza Mexikóba az Amerikai Egyesült Államokból, ám ahogy teltek a hónapok, egyre többen csatlakoztak hozzá, és egyre több fegyvert is szereztek. Több csata megvívása után elfoglalták Ciudad Juárezt és Chihuahuát, ahonnan a kormányerők a határmenti Ojinaga városába vonultak.
Villa először Pánfilo Natera seregét küldte Ojinaga elfoglalására. Ők 1913. december 31-én érkeztek meg a település közelébe, amelyet Salvador Mercado 4500 embere védett, köztük nem kevesebb mint 12 tábornok (Pascual Orozco, Castro, Mancilla, Landa, Aduna, Romero, López, José Inés Salazar, Caraveo, Terrazas, Rojas és Orpinel). Natera Villa tanácsa alapján három napon keresztül is éjszakai támadásokkal próbálkozott, majd január 4-én hajnalban ismét támadott, de Salazar lovasainak ellencsapása miatt vissza kellett vonulniuk, sőt, 130 forradalmárt foglyul is ejtettek és azonnal agyonlőttek a huertisták. Natera táborát ezután belső viták is gyengítették.
A vereséget szenvedett csapatok délután értesítették Pancho Villát a helyzetről, aki ezekben a napokban nem csak a katonai kérdésekkel, hanem egy szokatlan témával is el volt foglalva: emberei tárgyalásokat folytattak amerikai filmes társaságokkal, és felajánlották nekik, hogy bevételük egy részéért cserébe követhetik és filmezhetik Villa hadműveleteit, ráadásul ez idő alatt lovat és élelmet is kapnak. Mindössze egyetlen társaság mutatott érdeklődést az ajánlat iránt: a Harry Aitken vezette Mutual Film Corporation: velük január 5-én írták alá a szerződést, amelyben rögzítették, hogy a forradalmárok 25 000 dollár előleget kapnak, valamint a későbbi bevételek ötödrészét. A szerződést El Pasóban, Villa távollétében Eugenio Aguirre Benavides írta alá, a másik fél részéről pedig Thayer nevében Gunther Lessing ügyvéd. A huertista El País című lap azt írta az esetről, hogy Villa „a mexikóiak vérével spekulál”.
Amikor Villa Ciudad Juárezben 4-én éjjel értesült Nateráék vereségéről, azonnal újabb támadásra kezdett felkészülni. Amíg Rosalío Hernández készenlétbe helyezte a Leales de Camargo nevű brigádot, addig Villa táviratban visszarendelte a délnek tartó Maclovio Herrerát, majd 5-én 14 óra táján vonattal Chihuahua felé indult Raúl Madero és Luis Aguirre Benavides társaságában. Onnan egy, még nem teljesen elkészült vasútvonalon, majd lovon folytatták útjukat a rendkívüli hidegben. Összesen 1500-an voltak, három napig élelem nélkül haladtak, a környékről beszerzett marhák húsát ették só nélkül. Amikor Villa megjelent a San Juan haciendában, ahol a hadosztály táborozott, azonnal megnőtt a lelkesedés.

## A csata
Január 10-én reggel 6-kor megszólalt a trombita, és szemle kezdődött. Szétosztották a lőszert, fejenként kb. 200 darabot, majd az összeülő haditanács elrendelte, hogy lőtávolon kívül közelítsék meg a várost. Hernández, Toribio Ortega és Herrera brigádjainak feladata az volt, hogy zárják félkörbe Ojinagát, csak az Amerikai Egyesült Államok felé eső oldalt hagyják szabadon. Eltervezték, hogy a támadást kalap nélkül hajtják végre, a jelszó az egyes szám lesz, és aki megfutamodik közülük, lelövik.
Estére a támadók felvették pozícióikat, a tüzérség 2500 méterre helyezkedett el a településtől. A következő nap feszült várakozással telt, éjszakai támadásra készültek. Natera mintegy 700 emberét, a Morelos és a Contreras brigádokat tartaléknak hagyták. A harc este 6 körül kezdődött meg, a két fél ágyúkkal és puskákkal kezdte lőni egymást. Herrera és Hernández emberei a temetőn át, az őrtorony irányában hatoltak be a városba, hogy a védőket a Río Bravo határfolyó felé szorítsák, míg északon Trinidad Rodríguez a San Francisco nevű rancho felől közelített. A támadásakor néhány villista beszivárgott a városba, és a templom tornyába felmászva félreverték a harangokat. A forradalmárok néhány óra alatt elsöpörték a város védelmét, a szövetségiek puskáikat eldobva menekültek, a folyóba vetették magukat, és igyekeztek átúszni a túlpartra, a texasi Presidióba.

## A csata utáni napok
A szövetségiekhez társult Pascual Orozco Shafteren át San Antonióba menekült, ahol felesége várta, de a menekülők közül nagyon sokakat letartóztattak az Egyesült Államokban. 3352 katonát (köztük 8 tábornokot) és a semlegességi törvény megsértésével vádolt 1607 nőt elfogtak, és először Marfába, majd Fort Blissbe szállították őket.
A forradalmárok seregéből mindössze 35-en vesztették életüket, a zsákmány pedig óriási volt: megszereztek 14 ágyút, 100 000 lőszert és 2000 Mauser puskát is. Elképzelhető, de egyáltalán nem biztos, hogy az ojinagai csatában vesztette életét a forradalmárokkal tartó Ambrose Bierce amerikai író is.
A napokban készült filmfelvételeket hamarosan bemutatták New Yorkban, de csalódást keltettek: a csatából semmi sem látszott. A bemutatón részt vett a Madero testvérek apja is, aki nem is tudta, hogy Raúl fia részt vesz a harcokban, de a filmben felfedezte őt. A felfedezés kellemetlenül érintette, másik fiának, Alfonsónak kellett megnyugtatnia.